# Rock Islands Rätsel
Rock Islands Rätsel ist eine australische Jugend-Sitcom, welche am 2. Mai 2022 auf dem australischen Nickelodeon-Ableger 10 Shake veröffentlicht wurde. Die deutschsprachige Erstveröffentlichung fand am 7. August 2022 auf Nickelodeon statt.

## Handlung
Erzählt wird, wie die 14-jährige Taylor zusammen mit ihren Freundinnen fest entschlossen ist, die Geheimnisse und unerklärlichen Ereignisse rund um Taylors Onkel, Charlie, aufzudecken. Charlie verschwand vor fünf Jahren spurlos, doch Taylor erhält an ihrem Geburtstag eine geheimnisvolle Truhe von ihm samt einer Uhr, die plötzlich wieder anfängt zu ticken.

## Besetzung und Synchronisation
| Rolle         | Darsteller           | Deutsche Stimme   |
| ------------- | -------------------- | ----------------- |
| Taylor Young  | Alexa Curtis         | Betty Förster     |
| Nori Harlow   | Noah Akhigbe         | David Kunze       |
| Meesha Rai    | Inessa Tan           | Sarah Alles       |
| Ellis Grouch  | Ryan Yeates          | Tom Ferenc        |
| Lila Gray     | Izellah Connelly     | Rieke Werner      |
| Emily Young   | Kimberley Joseph     | Marion Musiol     |
| Sunny Gray    | Craig Horner         | Patrik Cieslik    |
| Gillian Rai   | Monette Lee          | Sabine Walkenbach |
| Raquel Newman | Annabelle Stephenson | Liza Simmerlein   |
| Onkel Charlie | Lucas Linehan        | Marc Dresander    |

## Ausstrahlung

### Übersicht
| Staffel | Episodenanzahl | Erstausstrahlung Australien | Erstausstrahlung Australien | Deutschsprachige Erstausstrahlung | Deutschsprachige Erstausstrahlung |
| Staffel | Episodenanzahl | Staffelpremiere             | Staffelfinale               | Staffelpremiere                   | Staffelfinale                     |
| ------- | -------------- | --------------------------- | --------------------------- | --------------------------------- | --------------------------------- |
| 1       | 20             | 2. Mai 2022                 | 27. Mai 2022                | 7. August 2022                    | 18. Dezember 2022                 |
| 2       | 20             | 25. September 2023          | 25. Oktober 2023            | 04. Dezember 2023                 | 29. Dezember 2023                 |

## Produktion und Veröffentlichung
Im März 2021 kündigte Nickelodeon und Network 10 eine neue Serie an unter dem Titel „Taylor’s Island“, welche in Queensland produziert werden soll und im Jahr 2022 im Rahmen einer Partnerschaft zwischen den Fernsehsendern Network 10 und Nickelodeon, welche zu dem Medienkonzern Paramount Global gehören.
Am 27. April 2022 erfolgte die Ankündigung, dass die Serie am 2. Mai auf dem Fernsehsender 10 Shake veröffentlicht wird. In Deutschland folgte die Veröffentlichung am 7. August 2022 auf Nickelodeon Deutschland.
Im Oktober 2022 bestellte der Sender eine zweite Staffel, welche am 25. September 2023 auf dem australischen Nickelodeon (vorher bekannt als „10 Shake“) veröffentlicht werden sollte. Am 4. Dezember 2023 folgte die deutschsprachige Veröffentlichung der zweiten Staffel.
Eine dritte Staffel wurde am 6. Mai 2024 bestellt und soll im Jahr 2024 veröffentlicht werden.